# Aurel Macarencu
Aurel Macarencu, född den 8 mars 1963 i Crişan, Rumänien, är en rumänsk kanotist.
Han tog bland annat VM-guld i C-1 1000 meter i samband med sprintvärldsmästerskapen i kanotsport 1986 i Szeged.